# Take the Crown
Take the Crown (en español): «Tomar la corona» es el octavo álbum de estudio del cantante y compositor británico Robbie Williams, lanzado en noviembre de 2012.

## Antecedentes y desarrollo
Luego del lanzamiento de su octavo álbum de estudio como solista, Reality Killed The Video Star (2009), Williams anunció que regresaría al grupo Take That, del que se había separado en 1995. La banda lanzó su sexto disco titulado Progress (2011) y realizó la gira Progress Live (2011), que se convirtió en una de las más recaudadoras de la historia.
En junio de 2011, Williams anunció que estaba trabajando en un nuevo álbum con uno de los miembros de la agrupación, Gary Barlow. Durante el desarrollo conoció a los compositores australianos Flynn Francis y Tim Metcalfe, por medio del hermano de su esposa, Ayda Field. El equipo se reunió en un estudio casero en casa de Williams y juntos finalizaron de componer el disco en solo ocho días. En agosto del 2012, su sitio web, Facebook y Twitter personal mostraron una cuenta regresiva hacia el 3 de septiembre. En dicha fecha, Williams publicó un comunicado en su sitio web, donde anunciaba el título y fecha de lanzamiento de Take the Crown. Agregó: 

«Después de la reunión de Take That [...] [este fue] un descanso de mi carrera en el que que me re-energizado de muchas, muchas maneras. Quería regresar con un álbum solista masivo. Mi prioridad principal fue escribir sobre lo que considero, y espero que lo que el mundo considere, [son sobre canciones que] sean hits. Estoy muy emocionado».

## Recepción

### Crítica
Take the Crown obtuvo en su mayoría reseñas positivas por parte de los críticos. En el sitio web Metacritic, que recopila las críticas de numerosos sitios web y publicaciones en inglés, tiene un 65% de aceptación, con un total de trece reseñas analizadas. Evan Sawdey del portal PopMatters escribió que es un «gran disco pop» y que puede atraer a oyentes más allá de sus admiradores del cantante. En el final de su reseña lo describió como el «disco más frenéticamente entretenido de Williams en años» y lo calificó con un 7. Michael McCarthy del sitio Love Is Pop comentó que aunque el álbum requiere varias escuchadas para ser apreciado, luego de ello puede convertirse en un «hábito» para el oyente. Alexis Petridis del diario The Guardian elogió la colaboración entre Williams, y los compositores Tim Metcalfe y Flynn Francis, que catalogó como «a veces brillante y nunca menos de bien trabajado».
Philip Matusavage de musicOMH consideró que el disco no encuentra el equilibrio entre el «deseo de permanecer en la parte superior de la pila pop» y el «tipo de auto-reflexión que quizás [hemos llegado a] esperar de un hombre cerca de los cuarenta [años de edad]».
Sebas del portal español Jenesaispop recalcó que muchas de sus canciones podrían ser éxitos, pero opinó que el disco era «mitad bobo, mitad en serio» y «que le falta algo de concreción y riesgo para gustar a alguien que no estuviera ya loco por Williams».

### Comercial
En el Reino Unido, el álbum debutó en la primera posición en la lista de ventas, el décimo de Williams que logra alcanzar ese puesto. En simultáneo, «Candy», el primer sencillo, encabezaba por segunda semana el UK Singles Chart, hazaña que Williams logró por segunda vez. La primera fue en 2001, cuando tanto «Somethin' Stupid» como Swing When You're Winning encabezaron las listas de sencillos y álbumes en el Reino Unido, respectivamente.

## Promoción

### Gira

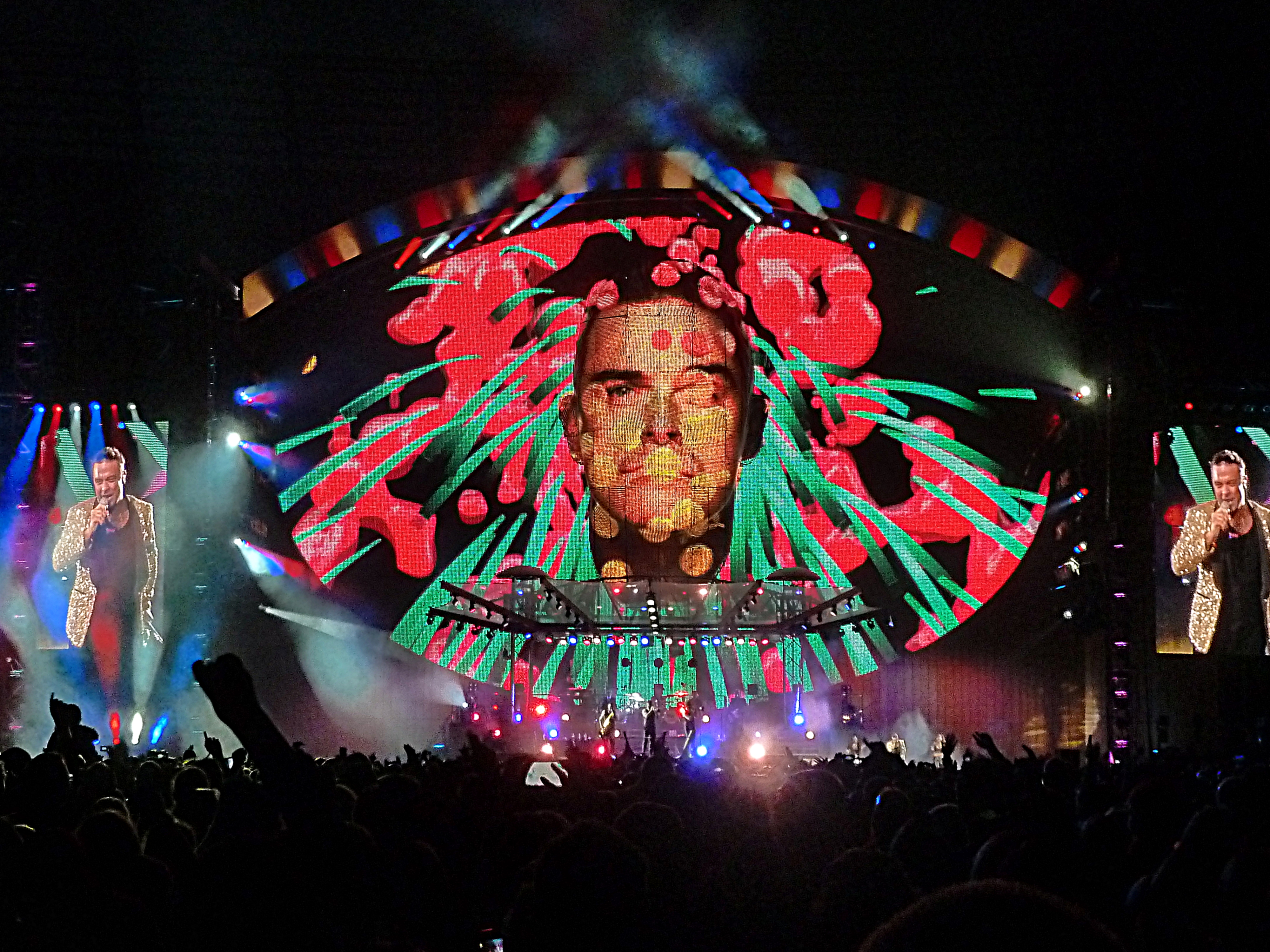
El escenario del Take the Crown Stadium Tour durante la presentación de «Candy».

El 26 de septiembre de 2012 el cantante anunció que realizaría una gira llamada Take the Crown Stadium Tour durante 2013 para promover el álbum. También reveló que Olly Murs sería el acto de apertura y que la empresa Samsung patrocinaría los recitales. Fechas adicionales en Irlanda, Inglaterra, Escocia, Croacia y Noruega fueron anunciadas en febrero y marzo de 2013. Como resultado, Williams realizó veintiséis conciertos en estadios de distintas ciudades de Europa durante junio, julio y agosto de 2013.
De acuerdo con Pollstar, la gira recaudó $20 millones con solo sus primeros nueve shows. Por otro lado, el recital realizado en Tallin el 20 de agosto fue grabado y transmitido en salas de cine alrededor de países de Europa, Oceanía, Latinoamérica y Asia. Omniverse Vision, una empresa dedicada a transmitir eventos en salas de cine, se encargó de su distribución. Al respecto, su director ejecutivo, Grant Calton, comentó: «Este es un evento muy emocionante tanto para nosotros como para la industria floreciente de los eventos en cine. Estamos encantados de trabajar con IE Music y esperamos ofrecer algunas presencias estelares en el cine».

## Lista de canciones
| Take the Crown |                       |                                               |          |  |
| N.º            | Título                | Escritor(es)                                  | Duración |  |
| 1.             | «Be a Boy»            | Robbie Williams, Tim Metcalfe y Flynn Francis | 4:39     |  |
| 2.             | «Gospel»              | Williams, Metcalfe, Francis y Jacknife Lee    | 4:26     |  |
| 3.             | «Candy»               | Williams, Gary Barlow y Terje Olsen           | 3:20     |  |
| 4.             | «Different»           | Williams, Barlow y Lee                        | 4:52     |  |
| 5.             | «Shit on the Radio»   | Williams, Metcalfe, Francis y Lee             | 2:53     |  |
| 6.             | «All That I Want»     | Williams, Metcalfe y Francis                  | 3:30     |  |
| 7.             | «Hunting for You»     | Williams, Metcalfe, Francis y Lee             | 3:58     |  |
| 8.             | «Into the Silence»    | Williams, Metcalfe, Francis                   | 4:48     |  |
| 9.             | «Hey Wow Yeah Yeah»   | Williams y Boots Ottestad                     | 2:52     |  |
| 10.            | «Not Like the Others» | Williams, Metcalfe y Francis                  | 4:15     |  |
| 11.            | «Losers» (con Lissie) | Barbara Gruska y Ethan Gruska                 | 4:08     |  |
| 43:41          |                       |                                               |          |  |